# Myrmarachne laurentina
Myrmarachne laurentina är en spindelart som beskrevs av J.J.A.H.de Bacelar 1953. Myrmarachne laurentina ingår i släktet Myrmarachne och familjen hoppspindlar. Inga underarter finns listade i Catalogue of Life.